# Coal Chamber
I Coal Chamber sono un gruppo musicale alternative metal statunitense, formatosi a Los Angeles nel 1994. Furono tra i primi emersi storicamente nel movimento nu metal, lanciato dai pionieri Korn e Deftones e in seguito portato al successo nel mainstream dai Limp Bizkit.

## Storia del gruppo

### Gli inizi
Fondato nel 1994 a Los Angeles, California, da Bradley "Dez" Fafara (voce) e da Miguel "Meegs" Rascon (chitarra), conosciutisi tramite un annuncio, il gruppo esordisce al Roxy e al Whisky a Go Go, due tra i più noti locali musicali della megalopoli californiana. In quel periodo, a Fafara e Rascon si aggregano Rayna Foss-Rose al basso e Mike "Bug" Cox alla batteria.
L'ascolto di un loro demo convince Dino Cazares (chitarrista dei Fear Factory) a lanciarli, sotto l'etichetta Roadrunner.

### Gli album:Coal Chamber,Chamber Music,Dark Days
Nel 1997 esce Coal Chamber, prodotto da Jay Baumgardner e da Jay Gordon. Premiato col disco d'oro negli Stati Uniti, e trainato dai singoli Sway e Loco. La rivista musicale Kerrang!, nel recensire il disco, definisce lo stile proposto dal gruppo come «King Kong in skate». Il termine nu metal viene inventato da un giornalista di Spin nel 1997, proprio nel recensire un loro concerto.
Nel 1998 la band partecipa come gruppo spalla ai concerti di altri gruppi di rilievo all'Ozzfest, portando Loco. Sempre in quell'anno il gruppo partecipa a vari tour mondiali, muovendosi, dall'America a Dynamo, dall'Europa all'America sud-latina.
Risultati di vendite migliori sono ottenuti col secondo album, Chamber Music, del 1999, prodotto da Josh Abraham. L'album è un ibrido tra nu metal, glam, gothic rock, elettronica e perfino scampoli di pop rock. L'album contiene anche una cover di Shock the Monkey di Peter Gabriel, realizzata insieme a Ozzy Osbourne, la cui moglie Sharon è manager del gruppo.
Dopo aver partecipato a diversi tour (facendo da spalla a gruppi come Pantera, Slipknot e Sevendust) e dopo vari progetti collaterali di Fafara, nel 2002 esce Dark Days, prodotto da Ross Hogarth. Rayna Foss-Rose si separa dalla band per dedicarsi alla figlia avuta da Morgan Rose dei Sevendust, e viene sostituita al basso da Nadja Peulen. Uno dei brani dell'album, Something Told Me, fa parte della colonna sonora del film Resident Evil.

### Lo scioglimento
Nel 2003 i Coal Chamber pubblicano Giving the Devil His Due, contenente diverse b-side, remix e demo risalenti al debutto eponimo. Successivamente, ufficializzano la notizia del loro scioglimento, causato da dissidi tra Fafara e Rascon. Nello stesso anno Fafara fonda i DevilDriver, band in cui milita tuttora.
Nel 2004 esce il greatest hits del gruppo, The Best of Coal Chamber.
Nel 2006, per il 25º anniversario dell'etichetta discografica Roadrunner esce un doppio CD contenente il primo album del gruppo.
Il 10 settembre 2010 Miguel Rascon e Mikey Cox hanno fondato il gruppo We Are the Riot, nel quale militano anche Andy Cole, Jonny Sculls Flanagan e Cheyne Fritts.

### Reunion e il quarto albumRivals
Il 27 settembre 2011, Dez Fafara ha annunciato la reunion della band e la partecipazione al Soundwave in Australia, previsto per il 2012. La formazione sarà la stessa, ad eccezione della bassista Nadja Peulen, sostituita da Chela Rhea Harper. Tuttavia, Dez non ha annunciato né la creazione di un nuovo album, né se la reunion sarà temporanea o permanente.
Il 17 ottobre 2011, in un'intervista si è espresso sul futuro della band: "Siamo onesti: fin da quando abbiamo annunciato lo show al Soundwave, siamo stati ricoperti da offerte per andare in tour, e pure tre-quattro contratti discografici. Tutto quel che vogliamo, è andare in Australia, divertirci e stare felici per un po'. Quando torneremo a casa, discuteremo dei Coal Chamber. Ma tenete in mente una cosa: tre giorni dopo il Soundwave, andrò in tour in America con i Devildriver. E siccome abbiamo un lunghissimo tour pianificato da mesi, sarà dura pensare a due band."
Ad ottobre 2012, Dez Fafara annuncia che la band, anche se lentamente, sta lavorando a del nuovo materiale.
il 1º novembre 2013, viene annunciato il rientro Nadja Peulen in formazione a seguito della dipartita di Chela Rhea Harper.
Il 13 agosto 2014 la band annuncia di aver firmato per la Napalm Records e il 9 ottobre, la band ufficializza l'inizio delle registrazione dell'album Rivals, uscito il 19 maggio 2015; è il primo album registrato con Nadja Peulen al basso.

## Stile musicale
I Coal Chamber sono annoverati in diversi ambiti musicali, tra cui nu metal, industrial metal e gothic metal. Il loro debutto omonimo è ritenuto un tipico album nu metal, e i suoi stessi singoli uniscono elementi di metal e rap, caratteristici di molti album di genere. Negli album successivi il gruppo ha introdotto anche influssi industrial e gothic.

## Formazione

### Formazione attuale
- Bradley "Dez" Fafara - voce (1994-2003; 2011-presente)
- Miguel "Meegs" Rascon - chitarra (1994-2003; 2011-presente)
- Nadja Peulen - basso (2002-2003; 2013-presente)
- Mike "Bug" Cox - batteria (1994-2003; 2011-presente)

### Ex componenti
- Rayna Foss-Rose - basso (1995-2002)
- John Thor - batteria (1994)
- Chela Rhea Harper - basso (2011-2013)

## Discografia

### Album in studio
- 1997 - Coal Chamber
- 1999 - Chamber Music
- 2002 - Dark Days
- 2015 - Rivals

### Raccolte
- 2003 - Giving the Devil His Due
- 2004 - The Best of Coal Chamber